# Silas (Alabama)
Pour les articles homonymes, voir Silas.
Silas est une ville du comté de Choctaw, dans l'État de l'Alabama, aux États-Unis. En 2010, sa population était de 452 habitants.

## Géographie
Silas est située au sud du comté de Choctaw, près de la U.S. Route 84 et de la frontière avec l'état du Mississippi.

## Personnalités liées à la commune
- Jeff Branson, entraîneur de la Major League Baseball et ancien joueur
- Spencer Johnson, ancien defensive tackle de la NFL
- Travis Pearson, ancien joueur de football américain

## Démographie
| 1950 | 1960 | 1970 | 1980 | 1990 | 2000 | 2010 | - |
| ---- | ---- | ---- | ---- | ---- | ---- | ---- | - |
| 383  | 353  | 345  | 343  | 245  | 529  | 452  | - |

## Source
- (en) Cet article est partiellement ou en totalité issu de l’article de Wikipédia en anglais intitulé « Silas, Alabama » (voir la liste des auteurs).